# 斉藤雄彦
齊藤 雄彦（さいとう ゆうひこ、1955年1月27日 - ）は、日本の元検察官、元法務省官僚。福井県出身。

## 経歴
- 1978年（昭和53年） 大阪大学法学部卒業[2]。
- 1983年（昭和58年） 検事任官[2]。
その後、神戸地検刑事部長、法務省大臣官房審議官、大阪地検特捜部長、大阪高検刑事部長などを歴任[3]。
- 2010年（平成22年） 釧路地検検事正[3]。
- 2011年（平成23年） 仙台高検次席検事[4]。
- 2012年（平成24年）8月 最高検検事[2]。
  - 9月 法務省保護局長。[2]。
- 2014年（平成26年）7月 京都地検検事正
- 2015年（平成27年）4月 横浜地検検事正
- 2016年（平成28年）9月 高松高検検事長
- 2017年（平成29年）3月 広島高検検事長
- 2018年（平成30年）1月 依願退職、堂島法律事務所入所[5]
- 2019年（令和元年）6月 ニチレイ監査役[6]